# Ida Finková
Ida Finková (hebrejsky: אידה פינק, Ida Fink; 1. listopadu 1921, Zbaraž – 27. září 2011, Tel Aviv) byla izraelská spisovatelka polského původu a autorka knih o holocaustu.

## Život
Narodila se v polském městě Zbaraž (dnes Ukrajina) a studovala muzikologii na konzervatoři ve Lvově. V letech 1941–1942 strávila dva roky ve zbaražském ghettu, načež se jí povedlo uprchnout za pomoci árijských dokladů. Po holocaustu se vdala a měla dceru. V roce 1957 podnikla aliju do Izraele. Usadila se v Cholonu, kde pracovala jako hudební knihovnice a tazatelka v Jad vašem. Žila v Ramat Avivu společně se svou sestrou. Zemřela v Tel Avivu ve věku 89 let.

### Literární kariéra
Svůj první příběh sepsala roku 1971. Psala polsky a ve svých dílech se zaměřovala primárně na téma holocaustu. Ve svých dílech zmiňovala hrozné volby, které museli Židé podstupovat během nacistické nadvlády a těžkosti, které čekaly přeživší holocaust po válce.
O její postavě byl izraelskou režisérkou Ruth Walk natočen dokumentární film The Garden that Floated Away. V roce 2008 natočil režisér Uri Barbaš na motivy její knihy film Jaro 1941.

## Ocenění
V roce 2008 obdržela Izraelskou cenu za literaturu. Mimo to byla též držitelkou ceny Anne Frankové, Buchmanovy ceny a Sapirovy ceny.

## Dílo
- The Key Game (1986)
- A Scrap of Time and Other Stories (1987) – Google Books
- The Journey (1990)
- Traces (1996)